# Боскето Вакерија
Боскето Вакерија је насеље у Италији у округу Катанија, региону Сицилија.
Према процени из 2011. у насељу је живело 408 становника. Насеље се налази на надморској висини од 673 м.